# Giacomo Meyerbeer
Giacomo Meyerbeer (Tasdorf, 5 settembre 1791 – Parigi, 2 maggio 1864) è stato un compositore tedesco attivo soprattutto in Francia.
È importante, nella storia dell'opera, per aver fatto da tramite tra Rossini e i compositori romantici, fondendo elementi desunti dalla scuola tedesca, italiana e francese. È stato il più rappresentativo compositore di grands opéras, opere da grande spettacolo tipicamente francesi.
Il suo vero nome era Jacob Liebmann Meyer Beer. La fusione del cognome originario (Beer) con quello materno risale al 1810, quando morì il nonno materno, Liebmann Meyer Wulff: rimasto senza eredi maschi che ne perpetuassero il nome, l'avo gli lasciava una ricca eredità purché aggiungesse Meyer al cognome paterno. L'italianizzazione del nome in Giacomo risale invece al periodo italiano (1815-1826). Fu massone.

## La famiglia
Nacque a Tasdorf, nella Marca di Brandeburgo (oggi parte del comune Rüdersdorf bei Berlin), da Judah Herz Beer, ricchissimo industriale ebreo (possessore tra l'altro di importanti raffinerie di zucchero), e Amalie "Malka" Meyer Wulff, discendente di una dinastia di banchieri e di rabbini (suo antenato l'illustre rabbi Herschel), e famosa salonnière berlinese.  Suo fratello maggiore (il primogenito) Wilhelm Beer (m. 1850), banchiere, diventerà un famoso astronomo; un altro fratello, anch'egli nato prima di lui, Michael Beer, morto prematuramente il 23 marzo 1833, fu poeta drammatico di talento (scrisse i drammi Il Paria e Struensee, per cui Giacomo Mayerbeer scriverà le musiche di scena nel 1846). 

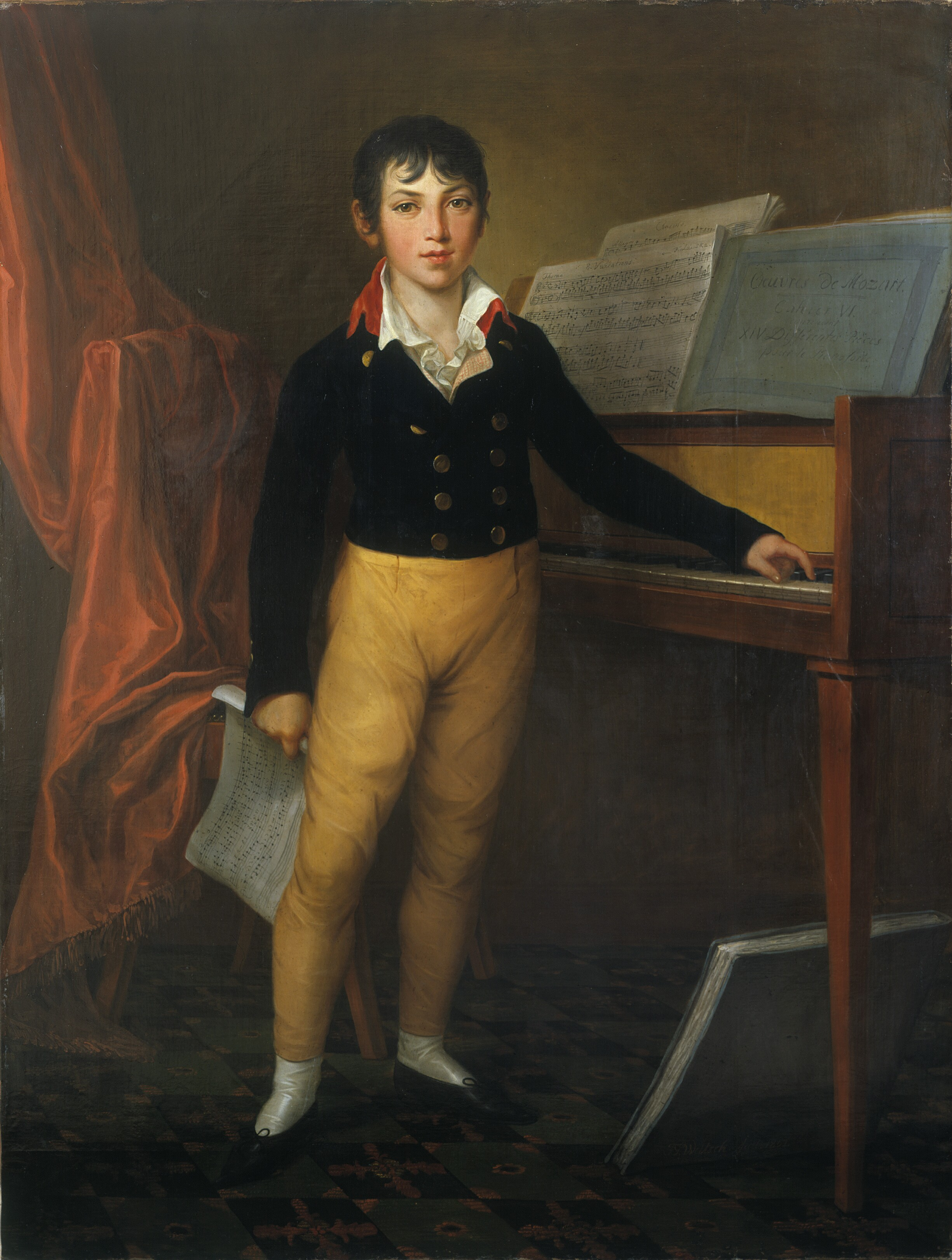
Friedrich Georg Weitsch Giacomo Meyerbeer all'età di 11 anni (vedi anche: Pittura con spartito musicale)

## Formazione
Diede prove di grande precocità. Studiò intensamente sotto maestri privati; innanzitutto composizione con il famoso Carl Zelter (maestro anche di Felix Mendelssohn) e con il più grande didatta tedesco dell'epoca, Georg Joseph Vogler, col quale studiò insieme con Carl Maria von Weber, inizialmente suo grande amico ed estimatore, più tardi severo con lui per la sua scelta di volgersi allo stile italiano invece di partecipare alla nascita del dramma romantico tedesco; pianoforte, invece, con Muzio Clementi.
Di questo strumento fu, ancora bambino, grandissimo virtuoso. Esordì come concertista nel 1800, incontrando un grande successo; Ignaz Moscheles lo definì incomparabile. Alla stessa epoca risalgono le primissime composizioni.
Il suo primo lavoro di un certo respiro fu l'oratorio Gott und die Natur (Dio e la Natura, 1811). I successivi tentativi musico-drammatici (tra cui l'opera-oratorio con dialoghi parlati Jephtas Gelübde (Il voto di Iefte), Teatro Cuvilliés di Monaco 1812 e il Singspiel (anzi Lustspiel) ispirato alle Mille e una notte, Wirth und Gast, oder Aus Scherz Ernst, Stoccarda 1813), appesantiti da un eccessivo accademismo, non ebbero alcun successo. In particolare Meyerbeer teneva a quest'ultima opera, quella a cui era toccata l'accoglienza peggiore: negli anni seguenti la fece ripetutamente rappresentare, continuamente rivista, a Vienna col titolo Die beyden Kalifen nel 1814, a Praga nel 1815, e, in una fase più matura della propria carriera, ormai apparentemente avviata, a Dresda come Alimelek nel 1820, ma senza mai ottenere lo sperato successo.
Metodico, paziente, studiosissimo, sin dall'inizio Meyerbeer impostò il proprio procedimento compositivo nel senso della lentezza; grazie alle sue ricchezze, non dipendeva dalla musica né per la sopravvivenza né per il benessere, e poteva pagare (cosa che inizialmente, appunto, fece) per far rappresentare le proprie opere.

## Il periodo italiano
Dopo alcuni tentativi, nel 1815-16, di opéras-comique da rappresentarsi a Parigi, fu per breve tempo a Londra; dopodiché, seguendo il consiglio di Antonio Salieri, si recò in Italia.

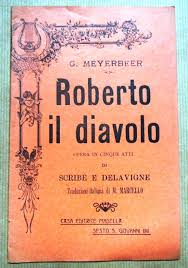
Copertina del libretto in italiano Edizioni Madella

A Venezia fu per la prima volta spettatore di un'opera di Gioachino Rossini,  Tancredi, un'esperienza fondamentale e rivelatrice. Sulla scorta di Rossini, ma sempre memore della sua esperienza accademica in Germania, compose sei opere in stile italiano, che incontrarono complessivamente un grande successo:
- Romilda e Costanza (opera semiseria, melodramma semiserio, 1817). Dopo aver firmato, il I giugno, il contratto con il Teatro Nuovo di Padova, Meyerbeer stabilì, contrariamente alle abitudini, di scrivere di getto la partitura. Il risultato, prodotto di poco più di un mese di lavoro, fu abbastanza fortunato, anche grazie all'interpretazione di Romilda da parte di uno dei più grandi contralti dell'epoca, Rosmunda Pisaroni, e fu rappresentato anche a Venezia, Milano, Firenze, Monaco e Copenaghen.
- Semiramide riconosciuta (opera seria, dramma per musica, 1819). Scritta per Torino, è la trentatreesima e ultima intonazione del vecchio libretto di Pietro Metastasio (1729), adattato alle scene moderne con l'inserimento di assiemi e duetti. Nata quattro anni prima della Semiramide di Gioachino Rossini, che invece è basata sulla tragedia di Voltaire, è sicuramente stata motivo di ispirazione per il capolavoro del pesarese, come dimostrano l'identica scena di apertura e altre somiglianze. Ebbe successo immediato ed effimero; la stampa tedesca notò più di quella italiana la felice sintesi degli stili delle due scuole nazionali.
- Emma di Resburgo (opera seria, melodramma eroico, 1819). Scritta per il Teatro San Benedetto a Venezia, andò in scena due mesi dopo l'Eduardo e Cristina di Rossini, oscurandolo completamente; fu replicata settantaquattro volte nel luogo della prima, e poi ripresa in vari teatri d'Europa. Dopo essere stata rappresentata a Barcellona nel 1829, scomparve dal repertorio. In occasione della prima rappresentazione, che segnò il primo passo decisivo di Meyerbeer verso una solida fama, il compositore ebbe anche modo di avvicinarsi per la prima volta al suo idolo Rossini, legandosi d'amicizia con lui.
- Margherita d'Anjou (opera semiseria, melodramma semiserio 1820). Scritta per la Scala di Milano su libretto di Felice Romani, quest'opera fu importante per diverse ragioni: prima di tutto l'incontro con Nicolas-Prosper Levasseur, grande basso, qui nella parte di Carlo Belmonte e futuro Bertram di Robert le Diable; in secondo luogo, il successo incontrato fu, a differenza dell'opera precedente, abbastanza lungo, dal momento che le repliche, in vari teatri europei, si susseguirono abbastanza folte fino alla fine degli anni Trenta, dunque per quasi un ventennio. Nonostante lo sfondo della Guerra delle due rose sia rievocato da Romani abbastanza disinvoltamente, si tratta del primo melodramma con ambizioni storiche di Meyerbeer.
- L'esule di Granata (opera seria, melodramma serio, 1822). Anch'essa su libretto di Felice Romani, in realtà, a quel che pare, frettoloso adattamento di un vecchio libretto, scritta anch'essa per la Scala di Milano. La compagnia di canto era eccezionale, comprendendo Rosmunda Pisaroni, Adelaide Tosi, Luigi Lablache e Carolina Bassi diretti da Alessandro Rolla, ma non è noto quale fosse l'esito: probabilmente non destò impressione, tant'è vero che Meyerbeer reimpiegherà parecchia della musica scritta per quest'opera in lavori seguenti.
- Il crociato in Egitto (opera seria, melodramma eroico, 1824). Rappresentò il maggior successo di Meyerbeer in Italia, e fu ripetutamente rappresentata. Le novità di questa partitura sono molteplici. In primo luogo Meyerbeer fu il primo, in questo aprendo la strada a Vincenzo Bellini e Giuseppe Verdi, a stabilire un rapporto di collaborazione con il librettista (in questo caso Gaetano Rossi, già autore del libretto della  Semiramide di Rossini), documentato da un ampio epistolario (monco tuttavia delle lettere di Meyerbeer al Rossi). L'opera, scritta espressamente per l'ultimo grande castrato, Giovan Battista Velluti, è uno spartiacque tra il passato e il futuro del teatro musicale meyerbeeriano. Sono notevoli, accanto ai travestimenti e alle agnizioni tipici dell'opera seria, gli inserimenti di danze, marce, assiemi fragorosi, colpi di scena e scene di carattere che, unitamente al gioco teatrale vario e ricco, all'orchestrazione molto più ambiziosa ed elaborata rispetto a quello che si riscontra nel coevo melodramma italiano e all'opulenza della concezione generale, anticipano gli aspetti più riconoscibili del "Grand-Opéra", l'opera francese da grande spettacolo di cui Meyerbeer diverrà il campione un decennio circa più avanti.

## L'identità composita di Meyerbeer

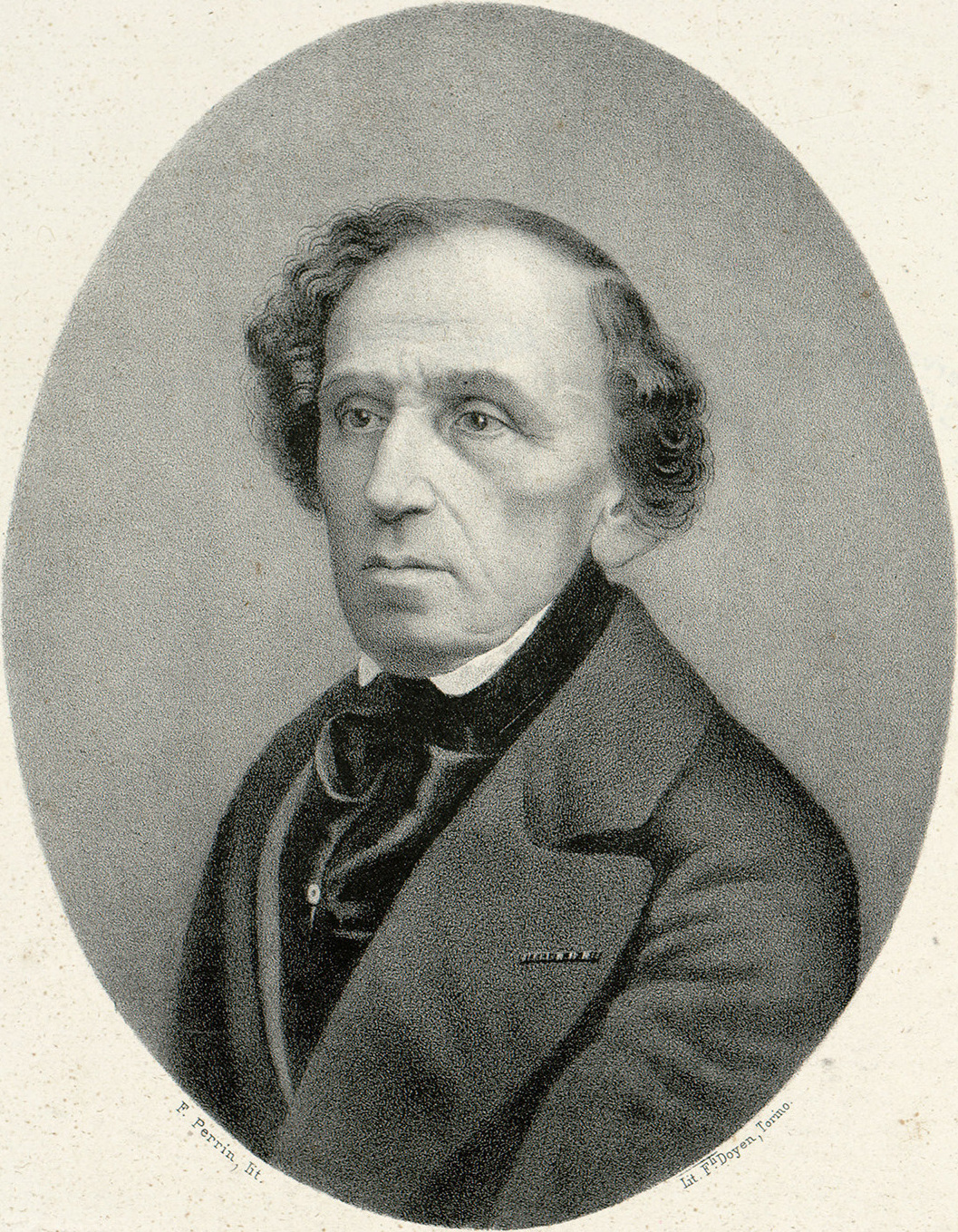
Ritratto di Giacomo Meyerbeer, compositore (1791-1846), prima del 1885.

Meyerbeer, appena concluso il suo periodo italiano, in una lettera al principe Dietrichstein sconfessò l'intera esperienza sostenendo di non essere mai stato sé stesso per tutto quel lasso di tempo, e di essersi creato una personalità ad hoc. Una confessione che è risultata, insieme ad altri complicati aspetti della personalità del compositore, addirittura «sconcertante»; ma bisogna evitare di considerare i tre periodi in cui è distinta normalmente la sua vita (quello tedesco, 1791-1814; quello italiano, 1815-1824; quello francese, 1824-1864) come compartimenti stagni. Durante l'infanzia e la giovinezza il compositore aveva sognato la Francia e l'Inghilterra, e si era, stando ad alcuni, già ribattezzato "Giacomo", all'italiana; durante il periodo italiano si era avvicinato alla maniera francese, in maniera ancora intuitiva più che rigorosa, cercando nel contempo di far rappresentare in patria, dopo tanti fallimenti, i suoi primi tentativi musico-drammatici tedeschi. Sin dalla prima opera francese (Robert le Diable) fu universalmente notata come prevalente la componente tedesca della sua musica. Ancora nel 1829, ormai a Parigi progettava di comporre una Donna Caritea sullo stesso libretto impiegato da Saverio Mercadante solo tre anni prima, e peraltro con enorme successo; segno, se non altro, che non considerava conclusi i suoi rapporti con l'Italia. Per la gran parte della sua gioventù, eccettuata l'infanzia e il periodo successivo al matrimonio con Minna Mosson, Meyerbeer non si preoccupò nemmeno di cercarsi una casa, vivendo tra locande e alberghi, e interrompendo le pur brevi permanenze con continui, trafelati viaggi.
È un fedelissimo seguace di Gioachino Rossini quanto alla concezione della propria opera secondo le antiche categorie dell'alto artigianato settecentesco (semmai, addirittura, aggravate da scrupoli e contorsioni ignote al predecessore): tuttavia, di romantico ha il fortissimo Wanderlust, l'incapacità di legarsi a un solo luogo e il continuo bisogno, da lui per primo lucidamente compreso, di compendiare tutti i luoghi significativi incontrati in un luogo solo; nella musica, per esempio.

## In Francia: il Grand-Opéra
Trasferitosi a Parigi, trascorse sei anni senza comporre, anche per impegni familiari (tra cui il matrimonio con la cugina Minna Mosson, che gli darà cinque figli), ma soprattutto per fermarsi a studiare quanto più possibile in profondità la musica e la cultura francesi.
L'opera francese, a partire dall'età di Luigi XIV, si era differenziata da quella italiana per la maggiore attenzione per la scenografia e l'inserimento di danze, per il rilievo dato al coro e allo strumentale rispetto alle arie solistiche. Il grand-opéra si distingue per un concetto assai "grande" e romantico dello spettacolo, e fu di fatto avviato da Spontini con "La vestale" nel 1807. Il librettista Eugène Scribe (autore dei soggetti da cui furono tratti fra l'altro L'elisir d'amore di Donizetti e Un ballo in maschera di Verdi, e autore dei libretti di tutte le opere di Meyerbeer tranne Le pardon de Ploërmel) mise a punto una forma più melodrammatica del genere con La muette de Portici (La muta di Portici) musicata da Daniel Auber nel 1828.
Il soggetto di un grand-opéra era basato su una vicenda storica, doveva riguardare grandi conflitti civili e religiosi, ma non senza l'innesto di una storia d'amore romantico convenzionalmente espressa, e non poteva essere in meno di quattro atti (nel qual caso le immancabili danze erano sparse in brevi suites in più punti della partitura), ma quasi sempre ne aveva cinque (con le danze in una lunga sequenza autonoma, il più possibile collegata con l'azione scenica, al terzo atto; questo anche per consentire agli ammiratori delle étoiles del corpo di danza di recarsi a teatro con comodo). Doveva contenere molte scene spettacolari, con cortei, incoronazioni, marce, processioni religiose, duelli, battaglie, ecc.
L'Opéra di Parigi era il tempio del grand-opéra, sovvenzionato dallo Stato che ne aveva fatto la testa di ponte dell'industria culturale. Il grand-opéra, molto spesso frutto di anni di lavoro collettivo ed espressione diretta della classe dominante, era il risultato, essenzialmente, di una perfetta macchina organizzativa, dalla gerarchia complessa, in grado di pianificare e preordinare sia lo spettacolo in tutte le sue parti che la sua ricezione, preparandola anche tramite anni di battages pubblicitari e preparazione delle masse all'argomento, e accompagnandola all'immancabile successo; a successo avvenuto l'opera, in forma più o meno integra, continuava ad essere replicata nei circuiti provinciali. Tutto questo presupponeva tutta una serie di convenzioni, più o meno tacite, rette su un ambiguo e incerto equilibrio tra esigenze della committenza (lo Stato), esigenze artistiche dei realizzatori materiali dello spettacolo e ambizioni personali, accentuando in maniera inedita le cosiddette "convenienze e inconvenienze teatrali". Meyerbeer, proprio per questo, prestò sempre il fianco a critiche, anche molto aspre, da parte dei musicisti tedeschi non solo per le qualità superficiali della sua musica (prese di mira da Robert Schumann, tra gli altri) o per il suo "cosmopolitismo", ma anche per il rapporto decisamente addomesticato con i giornali: fino alle violentissime aggressioni di Richard Wagner che, passando dall'ammirazione della gioventù ad un odio feroce, nel libello L'ebraismo in musica attribuì a Meyerbeer la totale responsabilità di una situazione di fatto istituzionalizzata, e non necessariamente ad esclusivo vantaggio del compositore ebreo. È ironico che Meyerbeer avesse appoggiato l'ascesa di Wagner sia finanziariamente sia aiutandolo nella produzione di Rienzi e de L'olandese volante a Dresda. In realtà il Grand-opéra era espressione del cauto illuminismo della classe dominante, e non espressione privata di Meyerbeer; e il rapporto con la critica era addomesticato dalla direzione del teatro, non da lui personalmente.
Sicuramente Meyerbeer, più di Halévy, Auber e qualunque altro compositore attivo nella Francia coeva, fece la parte del leone fino alla morte, in quanto che più di chiunque altro (insieme al drammaturgo e suo librettista favorito Eugène Scribe) pronto ad adeguare la sua vena compositiva alla struttura produttiva dell'Opéra, già in sé espressione elettiva dell'ideologia borghese imperante.

### I Grand-Opéras di Meyerbeer
I grand-opéras di Meyerbeer, ai quali collaborò come librettista Eugène Scribe sono quattro:
- Robert le diable (Roberto il diavolo, 1831), che riscosse un successo enorme, il più grande della carriera di Meyerbeer: nei tre anni seguenti alla sua creazione fu rappresentata in 77 teatri di 10 paesi d'Europa. Il giovane Wagner, George Sand, Hector Berlioz e molte altre personalità si espressero con grande fervore in proposito: si tratta in ogni caso dell'opera più internazionale di Meyerbeer, con una presenza del fantastico romantico caro, per esempio, a Weber, un melodismo attento all'evocazione ambientale e quindi "italiano" (per quanto la Sicilia in cui è ambientata l'opera non abbia nulla di realistico) e ballabili francesi.
- Les Huguenots (Gli ugonotti, 1836), frutto di cinque anni di lavoro, sono l'opera di Meyerbeer più lunga ed ambiziosa. L'ambientazione durante la Notte di San Bartolomeo, un fatto storico estremamente importante per i protestanti, la rese invisa all'intellettualità tedesca. Meyerbeer aveva tentato addirittura di inserire tra i personaggi del dramma Théodore Agrippa d'Aubigné ed Enrico IV di Francia; solo l'impossibilità di rappresentarla, in quel caso, anche in Germania lo fece optare per personaggi del tutto romanzeschi. Stupefacente è la quantità di fonti da cui Meyerbeer attinse: con l'aiuto di Bottée de Toulmon studiò il Salterio di Maraut, e, presso la Biblioteca nazionale di Francia, la musica strumentale francese del XVI secolo; utilizzò lo Yigdal, o inno ebraico del sabato per il richiamo della scolta (Rentrez, habitants de Paris), mentre l'inno luterano Ein feste Burg, che fa da tema principale dell'introduzione, riaffiora costantemente nell'introduzione, nel canto del vecchio ugonotto Marcel e, affidato al coro femminile, poco prima della strage con cui l'opera cupamente si conclude. Sfavillante la ricerca timbrica; Meyerbeer reintrodusse peraltro la viola d'amore per accompagnare taluni recitativi.
- Le Prophète (Il profeta, 1849). Giuseppe Verdi porrà quest'opera al disopra di tutte le altre opere di Meyerbeer mentre dispiacerà particolarmente a Robert Schumann, che come recensione alle recite tedesche del  1850 fece pubblicare una croce nera a tutta pagina. Meyerbeer torna nuovamente ai temi degli Ugonotti: anche quest'opera è ambientata nel Cinquecento (il protagonista è Giovanni da Leida), anch'essa tratta di riforma e di fanatismo religioso. A fronte degli Ugonotti, tuttavia, la partitura è più breve, e il dramma molto più compatto e dalle tinte fosche. Le parti principali sono tre, quella di Jean (il profeta, tenore), di sua madre Fidès (contralto) e della fidanzata di Jean, Berthe (soprano): rispetto ad un'opera corale come gli Ugonotti l'attenzione qui, eccettuate alcune scene di massa, è volta interamente all'àmbito privato, con una forte accentuazione dei caratteri individuali dei protagonisti.
- L'Africaine (L'africana, rappresentata postuma nel 1865) è frutto di ben vent'anni di lavoro: infatti Meyerbeer aveva cominciato a pianificarla, in mezzo ad altri progetti, addirittura nel 1845. Narra la vicenda di Vasco de Gama e di un suo romanzesco amore infelice con la principessa (indiana, nonostante il titolo) Sélika; la lunghissima partitura dovette subire numerosi tagli per consentire agli spettatori, all'uscita, di prendere l'ultimo treno. Marcata vi è l'attenzione per il gusto esotico, fatto che ha sicuramente contribuito alla lunga fortuna dell'opera per tutta la seconda metà dell'Ottocento.

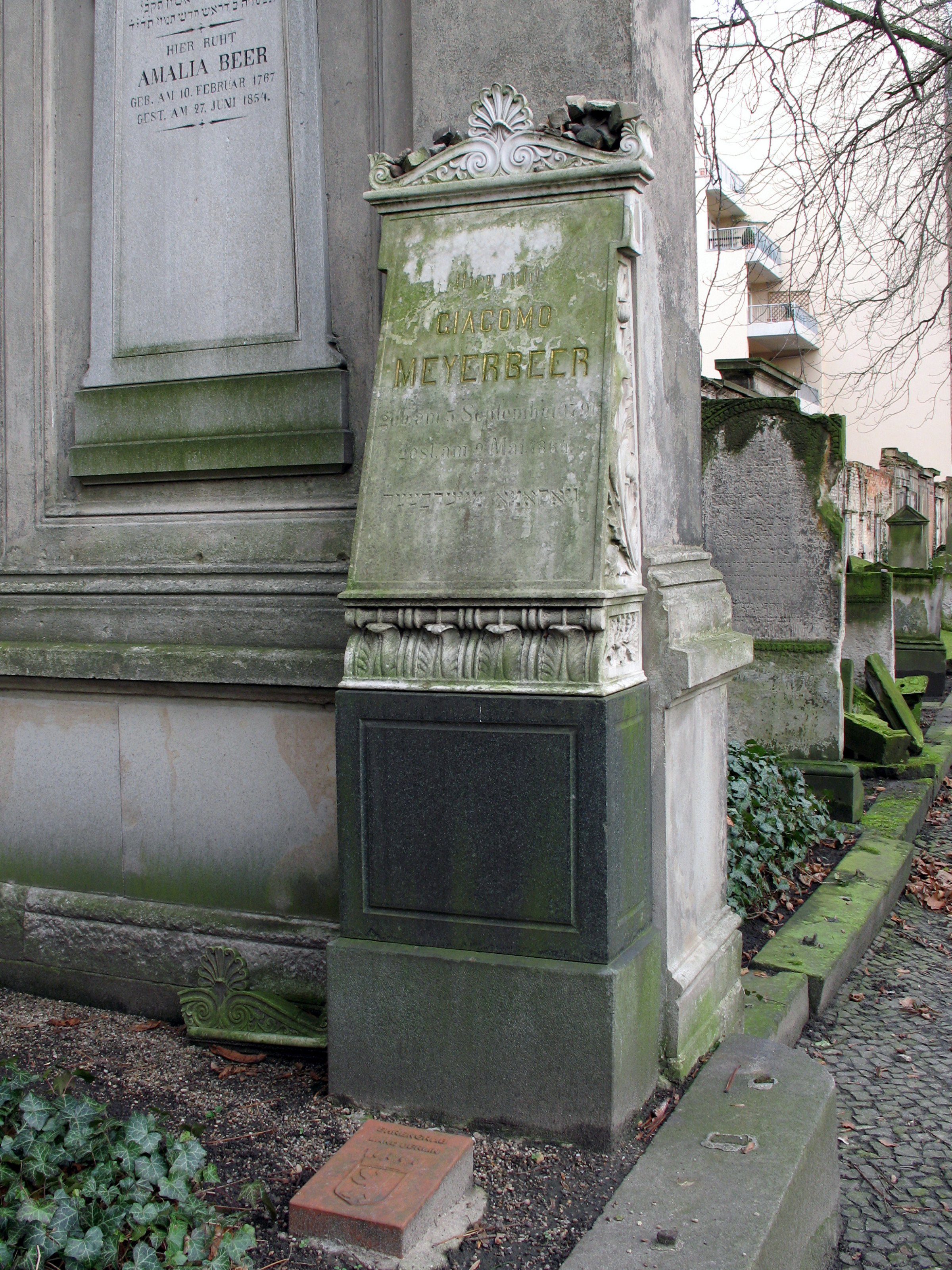
Cippo commemorativo di Meyerbeer presso la Jüdischer Friedhof Schönhauser Allee di Berlino

Dal 1842 al 1846 Meyerbeer diresse la Staatsoper Unter den Linden.
Meyerbeer fu colto dal breve malore che l'avrebbe condotto alla tomba mentre attendeva all'orchestrazione dell'interminabile Africaine. A Verdi in visita si fece trovare a letto, debolissimo ma sempre attivo, mentre lavorava alla partitura. Il compositore settantatreenne aveva sofferto sempre per via della fragile costituzione, ma era consapevole della morte vicina, e disse a Verdi che gli premeva di completare l'orchestrazione prima che altri lo facesse. La morte, sopraggiunta il 2 maggio 1864 non glielo permise, e l'Opéra affidò la partitura da completare, sulla base delle indicazioni lasciate da Meyerbeer, al musicologo e compositore François-Joseph Fétis.

### Altre opere
Oltre ai grand-opéras, è da ricordare anche l'opéra comique Le pardon de Ploërmel, (1858), noto fuori dalla Francia come Dinorah; l'aria della protagonista, Ombre légère (Ombra leggera), di grande difficoltà virtuosistica, è stata per buona parte del Novecento in repertorio come aria da concerto; ma nell'intera partitura, certamente uno dei capolavori di Meyerbeer, è notevole l'evocazione ambientale, debitrice del romanticismo tedesco e di Mendelssohn in particolare, e il melodismo patetico; dal punto di vista strettamente musicale è posta da taluni al disopra dei grand-opéras.
Al 1844 risale l'ultima sua opera in tedesco, i 6 quadri viventi con diorami, Ein Feldlager in Schlesien (Un accampamento in Slesia), più tardi rielaborata in francese col titolo L'étoile du nord (La stella del nord), 1854, importante per l'uso del leitmotiv, o "motivo conduttore", presente in nuce in diversi melodrammi romantici tedeschi e protoromantici italiani (tra cui Lucia di Lammermoor di Donizetti, per esempio) ma portato a perfezione e reso asse portante di una poetica musicale da Richard Wagner.

## La fortuna
Soprattutto da parte della critica tedesca, sempre memore del "tradimento" perpetrato ai danni della musica germanica e ispirata o ad antisemitismo o a sentimenti antifrancesi, si è molto spesso messo in rilievo come Meyerbeer esprimesse spontaneamente il suo eclettismo musico-drammatico, in quanto personalità di estrazione composita e cosmopolita. In realtà la critica recente ha messo in rilievo come nella sua produzione, del tutto libera dalle pressioni dei committenti e frutto di elaborazioni lunghissime di libretti del tutto congeniali, si tenda alla saturazione sistematica del linguaggio melodrammatico, sia per quanto riguarda le strutture portanti che quelle retoriche, sia per quanto riguarda l'organizzazione di enormi campiture musico-teatrali sia nelle forme di una sorta di horror vacui, che tende a gremire le partiture delle forme più disparate, traendole, filtrate e adeguate ad un gusto piuttosto salottiero, anche dalla più remota tradizione. Questa tendenza è profondamente avvertibile sin dalle opere italiane, ed è l'aspetto più rilevante dell'arte di Meyerbeer, di cui non possono tacersi una certa aridità melodica e una pronunciata leziosità convenzionale, tipicamente dilettantesca, di cui non si libererà mai; sempre considerando che lo strepitoso senso della scena e l'inventiva dell'orchestratore contribuiscono quasi sempre a dar vita a creazioni di indubbio interesse sia musicale che teatrale. Ma più dei relativi difetti, è importante rilevare come nel teatro musicale di Meyerbeer si siano dati appuntamento tutti caratteri salienti del melodramma europeo, assorbiti con un indefesso studio e organizzati in sintesi coerenti e vive: la sterminata fortuna ottocentesca di Meyerbeer, come noterà tra i primi Giuseppe Mazzini, poggia proprio su questa capacità di sintesi.
Nel XX secolo, anche a prescindere dall'ostracismo dei teatri tedeschi durante il periodo nazista, la fortuna del melodramma meyerbeeriano è nettamente declinata in tutta Europa per via della spettacolarità esteriore e l'ampollosità di molta sua musica. Le difficoltà dovute alla lunghezza e ai costi di allestimento delle sue partiture migliori sono ulteriori deterrenti alla sua presenza sulle scene di oggi; benché l'attenzione nei suoi confronti sia ultimamente molto aumentata, e abbia portato alla riscoperta e al successo anche di sue opere completamente dimenticate, come quelle del periodo italiano (soprattutto Il crociato in Egitto). Attualmente si considerano suoi capolavori Gli ugonotti (riportati in vita da Giacomo Lauri Volpi in alcune serie di recite nella prima metà del secolo e da Joan Sutherland nella seconda), Il profeta e L'africana, di tanto in tanto ancora rappresentati. Di tutti i suoi melodrammi più importanti esistono attualmente più incisioni discografiche, anche se per nessuna tranne L'Africaine (nell'edizione critica: Vasco de Gama) si può dire che sia basata sull'edizione critica.
In riconoscenza alla sua grandezza viene citato all'inizio del musical The Phantom of the Opera (1986) di Sir Andrew Lloyd Webber. Durante l'asta iniziale vengono infatti citati in vendita "una rivoltella di legno e tre teschi da Robert le diable di Meyerbeer".

## Famiglia
Giacomo Meyerbeer sposò nel 1827 sua cugina Minna Mosson (1804–1884). Insieme ebbero cinque figli:
- Eugénie Meyerbeer (16 agosto – 9 dicembre 1827)
- Alfred Meyerbeer (31 ottobre 1828 – 13 aprile 1829)
- Blanca Meyerbeer (1830–1896), sposò Emanuel von Korff
- Caecilie Meyerbeer (1837–1931), sposò Ferdinand Leopold Freiherr von Andrian-Werburg
- Cornelie Meyerbeer (1842–1922), fu una celebre salonnière, al pari della nonna paterna, e sposò il pittore Gustav Richter.

## Lista dei melodrammi
| Titolo                                                 | Librettista                           | Prima rappresentazione | Personaggi ed interpreti                                                                                    | Luogo                                 | Note |
| ------------------------------------------------------ | ------------------------------------- | ---------------------- | --- | ------------------------------------- | --- |
| Gott und die Natur (Dio e la natura)                   |                                       | 18 maggio 1811         | | Real Teatro Nazionale, Berlino        | |
| Jephtas Gelübde (Il voto di Iefte)                     | Aloys Schreiber                       | 23 dicembre 1812       | | Teatro Cuvilliés di Monaco di Baviera | |
| Wirt und Gast (Anfitrione ed ospite)                   | J.G. Wohlbruck                        | 6 gennaio 1813         | | Stoccarda                             | Eseguito a Vienna nel 1814 come Alimelek, oder Die beiden Kalifen                                                                                                 |
| Das Brandenburger Tor (La porta di Brandeburgo)        |                                       | 1814                   | | Berlino                               | |
| Romilda e Costanza                                     | Gaetano Rossi                         | 19 luglio 1817         | | Padova                                | |
| Semiramide riconosciuta                                |                                       | marzo 1819             | | Teatro Regio, Torino                  | |
| Emma di Resburgo                                       | Gaetano Rossi                         | 26 giugno, 1819        | | Teatro San Benedetto, Venezia         | |
| Margherita d'Anjou                                     | Felice Romani                         | 14 novembre, 1820      | | Milano                                | |
| L'Almanzore                                            |                                       |                        | |                                       | Probabilmente composta nel 1820-21 per Roma ma mai rappresentata. Si ritiene che sia rimasta incompiuta; probabilmente è una prima versione de L'esule di Granata |
| L'esule di Granata                                     | Felice Romani                         | 12 marzo 1821          | diretta da Alessandro Rolla con Adelaide Tosi, Benedetta Rosmunda Pisaroni, Carolina Bassi e Luigi Lablache | Teatro alla Scala di Milano           | |
| Il crociato in Egitto                                  | Gaetano Rossi                         | 7 marzo 1824           | | La Fenice, Venezia                    | Ne esistono numerose versioni. |
| Robert le diable (Roberto il diavolo)                  | Eugène Scribe e Germain Delavigne     | 21 novembre 1831       | | Opéra di Parigi                       | |
| Les Huguenots (Gli ugonotti)                           | Eugène Scribe ed Emile Deschamps      | 29 febbraio 1836       | | Opéra di Parigi                       | Rappresentata nel XIX secolo con diversi titoli ed ambientazioni, come I guelfi e i ghibellini o Gli anglicani e i puritani, ecc.                                 |
| Ein Feldlager in Schlesien (Un accampamento in Slesia) |                                       | 7 dicembre 1844        | | Hofoper, Berlino                      | Riveduta e rappresentata con il titolo Vielka a Vienna, il 18 febbraio 1847                                                                                       |
| Le prophète (Il profeta)                               | Eugène Scribe                         | 16 aprile 1849         | | Opéra di Parigi                       | |
| L'étoile du nord (La stella del nord)                  | Eugène Scribe                         | 16 febbraio 1854       | | Opéra-Comique, Parigi                 | Sostanziale rifacimento del Feldlager in Schlesien, è stata poi rifatta in italiano per una rappresentazione al Covent Garden di Londra, 19 luglio 1855           |
| Le pardon de Ploërmel (Il perdono di Ploërmel)         | Jules Barbier e Michel Carré          | 4 aprile 1859          | | Opéra-comique, Parigi                 | Reintitolata Dinorah per la versione italiana destinata al Covent Garden di Londra, 26 luglio 1859                                                                |
| L'Africaine (L'africana)                               | Eugène Scribe e François-Joseph Fétis | 28 aprile 1865         | | Opéra di Parigi                       | Postuma |